# Centaurea simulans
Centaurea simulans — вид квіткових рослин родини айстрових (Asteraceae). Ареал: Сирія, центральний Ліван.